# Bavaria Heidelberg
Die Verbindung Bavaria Heidelberg im Kartell-Convent jüdischer Korporationen (KC) war eine jüdische Studentenverbindung in Heidelberg. Sie bestand mit Unterbrechungen von 1890 bis 1933. Bavaria trug Farben und focht Mensuren. Sie stand auf dem Standpunkt der unbedingten Satisfaktion und verstand sich als Verbindung deutscher Studenten jüdischen Glaubens. Zionistische Tendenzen lehnte sie ab.

## Geschichte Badenias (1890–1902)
Als Reaktion auf den zunehmenden Antisemitismus im Deutschen Reich und auch innerhalb der Studentenschaft entstanden jüdische Studentenverbindungen, um jungen Studenten jüdischen Glaubens eine Heimat zu bieten.
Im Jahr 1896 kam es zur Gründung des Kartell-Convents jüdischer Korporationen, der eine Gleichberechtigung der Juden, Kampf gegen den Antisemitismus, aktive Teilhabe am deutschen Leben auf dem Boden einer deutschvaterländischen Gesinnung anstrebte.
Eines der ersten Mitglieder war die bereits 1890 gegründete Badenia Heidelberg. Kennzeichen der KC-Verbindungen war, dass jede tatsächliche oder vermeintliche antisemitische Äußerung sofort mit der Forderung nach Satisfaktion beantwortet wurde, was zu häufigen Duellen und Auseinandersetzungen mit anderen Korporationen, aber auch Nicht-Korporierten führte.
Im August 1901 reichten andere Heidelberger Verbindungen eine Kollektivbeschwerde beim Disziplinaramt des Akademischen Senats der Universität ein, die ein Verbot Badenias zum Ziel hatte. Die Verbindung wurde zeitweilig vom Universitäts-Senat verboten, am 23. August 1902 musste sie sich auflösen, da sie den akademischen Frieden gefährde.
Fast zeitgleich gründeten die Mitglieder der Badenia die Verbindung mit leicht abgeändertem Couleur (blau wurde durch violett ersetzt) als Bavaria neu und umgingen auf die Weise das Verbot.

## Geschichte Bavarias (1902–1933)
Die weiteren Jahre waren ebenso von Konflikten mit anderen Studenten und den Versuch um akademische Anerkennung und Gleichberechtigung geprägt. Die Bavaria hatte aber bessere Beziehungen zu den anderen nichtjüdischen Korporationen als ihre Vorgängerin.
Eine bemerkenswerte Annäherung gab es 1919, als der Universitätsprofessor Weber in der Universität eine gegen die Studentenverbindungen gerichtete Rede hielt. Bavaria beteiligte sich mit anderen Verbindungen gemeinschaftlich am Protest, der am 21. Januar 1919 in einer öffentlichen Erklärung der 11 Verbindungen (von der Turnerschaft Ghibellinia bis zum Wingolf) gipfelte.
Ab 1907/1911 existierte eine weitere jüdische Verbindung in Heidelberg: Der VJSt Ivria. Während die Bavaria für jüdische Assimilation und Anpassung eintrat, war die Ivria Heidelberg zionistisch ausgerichtet.
Beide Verbindungen (und deren Ideologien: Deutsches Vaterland versus Gelobtes Israel) konkurrierten scharf miteinander; als die Ivria 1913 anlässlich der Beerdigung eines russisch-jüdischen Mitstudenten bei der Grabrede als „Vertreter der jüdischen Studentenschaft“ auftrat, folgten harsche Briefwechsel; der Konflikt wurde durch eine Fechtpartie beigelegt.
1923 wurde die Bavaria ein weiteres Mal vom Rektor für ein Semester suspendiert.
1931 konnte der Altherrenverband das 1835 erbaute Haus in der Hauptstraße 244 erwerben und es von dem Architekten Richard Stich, Alter Herr der Verbindung Viadrina Darmstadt, zum Korporationshaus umbauen lassen. Die feierliche Einweihung fand anlässlich des 41. Stiftungsfestes am 24. Oktober 1931 unter Beisein zahlreicher Ehrengäste statt. Bavaria hatte zu diesem Zeitpunkt rund 320 lebende Mitglieder.
Das Haus wird am 29. April 1933 von Heidelberger NSDStB-Studenten unter Führung von Gustav Adolf Scheel besetzt. (vgl. Heidelberg. Jahrbuch zur Geschichte der Stadt, herausgegeben vom Heidelberger Geschichtsverein, Nr. 14 (2010), S. 249)
Nach der nationalsozialistischen Machtergreifung wurde die Lage für jüdische Korporationen immer unhaltbarer. Im Sommersemester 1933 nahm die Bavaria als einzige der drei aktiven jüdischen Studentenverbindungen Heidelbergs (Bavaria, Ivria, Nicaria) noch den Betrieb auf, löste sich aber am 11. oder 12. Juli 1933 nach Erlass des badischen Kultusministers vom 6. Juli auf.

## Bekannte Mitglieder
- Friedrich Julius Freund (1898–1944), Rechtsanwalt, in Auschwitz ermordet
- Ludwig Haas (1875–1930), Rechtsanwalt, Reichstagsabgeordneter, Badischer Minister, Offizier im Ersten Weltkrieg
- Magnus Hirschfeld (1868–1935), Arzt, Sexualforscher, Mitgründer der Badenia
- Julius Kleeberg (1894–1988), deutsch-israelischer Professor für Innere Medizin
- Ludwig Marum (1882–1934), Rechtsanwalt, Politiker der SPD und Opfer des NS-Regimes (wandte sich nach dem Ende Badenias 1902 enttäuscht vom Bildungsbürgertum ab und der Arbeiterbewegung zu)